# 甲醛缩二乙醇
甲醛缩二乙醇（英語：Formaldehyde diethyl acetal），别名二乙氧基甲烷，结构式CH2(OC2H5)2。

## 性质
无色澄清易挥发液体。溶于水、丙酮、苯，极易溶于乙醇、乙醚。熔点−66.5°C，沸点89°C。相对密度（{\displaystyle \ d_{4}^{20}}）0.8319。折射率（{\displaystyle \ n_{D}^{18}}）1.3748。有刺激性。属一级易燃液体。蒸气与空气形成爆炸性混合物。

## 制备
可由一分子甲醛与两分子乙醇缩合而得。以前曾是合霉素（已淘汰）生产过程中的副产物。
{\displaystyle \ HCHO+2C_{2}H_{5}OH\rightarrow CH_{2}(OC_{2}H_{5})_{2}+H_{2}O}

## 用途
用作溶剂及树脂、油漆、香料生产的中间体。